# 丹福斯 (緬因州)
丹福斯（英語：Danforth）是一個位於美國緬因州華盛頓縣的鎮。

## 人口
根據2020年美國人口普查的數據，丹福斯的面積為156.59平方千米，當中陸地面積為139.86平方千米，而水域面積為16.73平方千米。當地共有人口587人，而人口密度為每平方千米4人。